# Luigi Taparelli
Luigi Taparelli d’Azeglio (ur. 24 listopada 1793 w Turynie, zm. 21 września 1862 w Rzymie) – włoski teolog i filozof, jezuita, prekursor nauki społecznej Kościoła.

## Życiorys
Pochodził ze szlacheckiej rodziny markizów d’Azeglio. W 1814 roku wstąpił do zakonu jezuitów. Działał jako nauczyciel, ciesząc się poparciem papieża Leona XIII. Był zwolennikiem arystotelesowsko-tomistycznej neoscholastyki oraz jednym z założycieli czasopisma „La Civiltà Cattolica”. Początkowo jego nastawienie proscholastyczne nie spotykało się z przychylnością zakonnych przełożonych i dlatego został przeniesiony na Sycylię. Jednak po Wiośnie Ludów, gdy nastąpił renesans tomizmu został wezwany do Rzymu i mógł rozwinąć działalność filozoficzną. W swych poglądach społecznych opowiadał się za prawem natury, propagując koncepcję sprawiedliwości społecznej w ujęciu katolickim. Nie był zwolennikiem teorii umowy społecznej, gdyż ujmował społeczeństwo z punktu widzenia porządku (ordo) uformowanego przez naturalne instytucje i zobowiązania międzyludzkie, oparte na własnych prawach i wspólnym dobru.